# Avabai Jamsetjee Jeejeebhoy
Avabai Jamsetjee Jeejeebhoy (nacida en 1793) fue una filántropa india. Es más conocida por haber financiado la construcción de la calzada de Mahim en Bombay, que sirve como una conexión importante entre la ciudad isleña de Bombay con sus suburbios del noroeste. 
La calle Lady Jamsetjee en Mahim, Bombay fue nombrada en su honor.

## Vida personal
El padre de Avabai fue Framji Batlivala, un comerciante parsi de Daman que realizaba un comercio de botellas en la zona de Fort en el centro de Bombay. La familia pertenecía a la comunidad parsi. Según la costumbre india de esa época, Avabai se casó a los 10 años con Jamshetjee, de 20 años, quien había perdido a sus padres a una edad temprana y luego estaba aventurando su primera incursión en el comercio bajo la tutela del padre de Avabai. Jamshetjee era el primo hermano de Avabai, siendo hijo de la hermana de Framji, Jeevibai. Tuvieron siete hijos y tres hijas; sin embargo, cuatro hijos y dos hijas sucumbieron a los peligros que asolaron la infancia en el siglo XIX.
Como comerciante, disfrutó de un éxito muy superior a sus expectativas y acumuló una gran fortuna; según algunas estimaciones, valía la increíble cantidad de dos crore (veinte millones) de rupias a los 40 años. Tanto Avabai como su esposo fueron generosos en sus esfuerzos filantrópicos y se les atribuye la financiación de hasta 126 organizaciones benéficas públicas diferentes. En reconocimiento a estos servicios al bien público, Avabai se convirtió en Lady Jeejeebhoy en 1842, y su esposo recibió el título de caballero.

## Calzada de Mahim
Antes de 1845, no había conexión por tierra entre los barrios actuales de Bombay de Mahim y Bandra ; había que transportar a la gente a través del arroyo Mahim . Esto era peligroso durante los monzones, cuando los mares alrededor de Mumbai son extremadamente agitados; la gente a veces perdía la vida simplemente al cruzar entre Mahim y Bandra en los transbordadores. El paso de carruajes y otros vehículos era imposible y hubo que hacer arreglos separados para el transporte en ambos lados.
El gobierno deliberó sobre el asunto, estimó el gasto requerido en un lakh de rupias y dio a conocer que la escasez de fondos impedía el gasto de lo que entonces era una gran suma de dinero. Avabai, tal vez por experiencia personal, conocía bien la importancia que tenía para los residentes locales la construcción de la calzada y resolvió ver que se hacía lo necesario. Ella hizo arreglos con el gobierno para que ellos construyeran la calzada a sus expensas. Como hija de Framji, quien había financiado las primeras empresas mercantiles de Jamshetjee y recibió una parte de las ganancias, Avabai era una dama de medios independientes. Ella estipuló que dadas las circunstancias de la construcción de la calzada, el gobierno nunca debería cobrar peaje por su uso.
La construcción de la calzada de Mahim comenzó en 1841 y se completó en 1845. El costo estimado de construcción se superó con creces y todo fue pagado con dinero donado por Avabai de sus fondos personales. La calzada lleva una dedicación a Lady Avabai Jeejeebhoy en cuatro idiomas.